# Skołkowo (obwód samarski)
Skołkowo (ros. Сколково) – wieś (sieło) w Rosji, w obwodzie samarskim, w rejonie kinielskim. W 2010 liczyła 834 mieszkańców.